# Rio Tinto (Paraíba)
Pour les articles homonymes, voir Rio Tinto.
Rio Tinto est une ville brésilienne du littoral nord de l'État de la Paraíba. Sa population était estimée à 23 023 habitants en 2007. La municipalité s'étend sur 466 km2.
Elle fait partie de la région métropolitaine de João Pessoa.